# U.S. Pro Tennis Championships 1999
Lo U.S. Pro Tennis Championships 1999  è stato un torneo di tennis giocato sul cemento. È stata la 71ª edizione del torneo, che fa parte della categoria International Series nell'ambito dell'ATP Tour 1999. Il torneo si è giocato al Longwood Cricket Club di Boston negli USA, dal 23 al 29 agosto 1999.

## Campioni

### Singolare maschile
Marat Safin ha battuto in finale  Greg Rusedski con il punteggio di 6–4, 7–6(11)

### Doppio maschile
Guillermo Cañas /  Martín García hanno battuto in finale  Marius Barnard /  T. J. Middleton con il punteggio di 5–7 7–6(2) 6–3